# 2000 en photographie
| Années de la photographie : 1997 - 1998 - 1999 - 2000 - 2001 - 2002 - 2003    |
| Décennies de la photographie : 1970 - 1980 - 1990 - 2000 - 2010 - 2020 - 2030 |

Cet article présente les faits marquants de l'année 2000 en photographie.

## Événements
- Création à Pékin de l'entreprise chinoise Visual China Group spécialisée dans la distribution de photographies.
- Le groupe français Hachette Filipacchi Médias rachète l'agence photographique Rapho.
- Création du magazine français De l'air consacré au photojournalisme.
- La firme Canon commercialise le Canon EOS-1V, un appareil photographique argentique, de type reflex mono-objectif au format 35 mm, et le Canon EOS D30, appareil photographique reflex numérique à objectifs interchangeables semi-professionnel au format APS-C.
- La firme Nikon commercialise deux appareils photographiques reflex mono-objectif autofocus argentiques, le Nikon F65 et le Nikon F80.
- La firme Sony commercialise le Sony Mavica MVC-FD95, un appareil photographique numérique de type bridge.

## Livres de photographies
- James Nachtwey, Inferno, Phaïdon  (ISBN 0-7148-3815-2).
- Alain Keler, Vents d'est, les minorités dans l'ex-monde communiste, Paris, Marval, 199 p. (ISBN 2-86234-294-7, présentation en ligne).
- Tsuneo Enari, 花嫁のアメリカ歳月の風景 : 1978-1998 [Hanayome no Amerika saigetsu no fūkei : 1978-1998], Tōkyō, Shūeisha, 229 p.  (ISBN 4-08-781199-9) : livre de photographies sur les épouses de guerre japonaises vivant aux États-Unis.

## Études, essais, articles
- François Brunet, La Naissance de l’idée de photographie, Paris, Presses universitaires de France (collection : Sciences, modernités, philosophies), 361 p.  (ISBN 2-13-050649-6).

## Expositions
- 21 janvier - 26 mars : La photographie judiciaire, corps et décors du crime, 1860-1930, Hôtel de Sully, Paris[1].
- 1er février - 14 mai : Walker Evans,  Metropolitan Museum of Art (The Met), New York[2].
- 4 février - 26 mars : Herbert List, exposition rétrospective, Fotomuseum, Münchner Stadtmuseum, Munich

puis 7 avril - 11 juin 2000 : Hôtel de Sully, Paris ; 29 juin - 27 août 2000 : Museum für angewandte Kunst, Cologne ; 5 octobre 2000 - 7 janvier 2001 : Fondation La Caixa, Barcelone ; avril - juin 2001 : Museum für Kunst und Gewerbe, Munich ; juin - août 2001 : Musée des beaux-arts, Montréal ; 20 octobre - 30 décembre 2001 : Chicago Cultural Center, Chicago ; 2002 : Museo di storia della fotografia Fratelli Alinari, Florence.
- 14 mars - 11 juin : La Commune photographiée, Musée d'Orsay, Paris, commissaire d'exposition Quentin Bajac[4],[5].
- 6 juin - 27 août : Other Pictures: Vernacular Photographs from the Thomas Walther Collection, Metropolitan Museum of Art (The Met), New York[6].
- 16 juin - 24 septembre : Dans le champ des étoiles : les photographes et le ciel 1850-2000, Musée d'Orsay, Paris[7],[8].

puis 23 décembre - 1er avril 2001 : Staatsgalerie, Stuttgart.
- 23 juin - 17 septembre : Atget, the pioneer, Hôtel de Sully, Paris[9]

puis : 7 octobre - 21 janvier 2001 : International center of photography (ICP), New York
- 31 août - 17 septembre : Janine Niépce. Images d'une vie, Couvent des Minimes, Perpignan, dans le cadre du festival Visa pour l'image[10].
- 6 septembre - 6 novembre : Alexandre Rodtchenko, Musée national Fernand-Léger, Biot[11].
- 15 septembre - 10 novembre : Regards sur le monde. Trésors photographiques du Quai d'Orsay, 1860-1914, Musée d'histoire contemporaine (BDIC), Paris[12].
- 4 octobre - 31 décembre : Jean Rouch, récits photographiques, Photothèque du Musée de l'Homme, Paris[13].
- 19 septembre - 31 décembre : La Divine Comtesse : photographs of the Countess de Castiglione, Metropolitan Museum of Art (The Met), New York[14].
- 6 décembre - 27 février 2001 : Yousuf Karsh : Helden aus Licht und Schatten, Deutsches historisches Museum, Berlin.

- Jakob Tuggener. Fotografien, Kunsthaus de Zurich[15],[16].

## Festivals et congrès photographiques
- juin - juillet : 3e édition de PHotoEspaña à Madrid[17].
- 5 juillet - 20 août : 31es Rencontres de la photographie d'Arles. Thème : La photographie traversée : résonances, croisements, disparitions[18].
- 2 septembre - 17 septembre : 12e édition du festival Visa pour l'image à Perpignan[19].
- septembre : 4es Journées photographiques de Bienne en Suisse[20].
- octobre : création et première édition de Nicéphore +, festival de photographie international à Clermont-Ferrand.
- novembre - décembre : 7es Rencontres africaines de la photographie à Bamako au Mali.
- novembre : 11e édition du Mois de la photo à Paris[21].
- 16 novembre - 19 novembre : 4e édition de la foire d'art Paris Photo[22].

## Prix et récompenses
- Prix Niépce : Klavdij Sluban
- Prix Nadar : Raymond Depardon (préf. Jacques Rancière), Détours (catalogue d'exposition, Maison européenne de la photographie), Paris, Paris audiovisuel, 2000, 336 p. (ISBN 2-914426-00-3).
- Prix Kodak de la critique photographique. 1er prix : Shanta Rao ; mentions : Jeh Song Baak, Olivia Gay.
- Prix Bayeux-Calvados des correspondants de guerre : James Nachtwey.
- Grand prix Paris Match du photojournalisme : Éric Bouvet pour ses reportages à Grozny.
- Prix Roger-Pic : Jean-Claude Coutausse pour sa série intitulée Le Vaudou.
- Prix HSBC pour la photographie : Carole Fékété et Valérie Belin.
- Prix Élysée de la photographie : Thierry Dudoit  de Libération.
- Prix Voies Off : Wilfrid Estève.
- Prix Picto de la jeune photographie de mode : Dmon Prunner.
- Prix Arcimboldo : Catherine Ikam.
- Prix Oskar-Barnack : Luc Delahaye.
- Prix Erich-Salomon : Arno Fischer.
- Prix culturel de la Société allemande de photographie : Robert Häusser.
- Prix Citigroup Photography : Anna Gaskell.
- Prix Hansel-Mieth : Vincent Kohlbecher et Antje Potthoff.
- Prix du duc et de la duchesse d'York : Kathryn Knight.
- Prix national de la photographie (Espagne) : Chema Madoz.
- Prix Robert Capa Gold Medal : Chris Anderson, agence Aurora pour The New York Times Magazine, photographies des émigrants haïtiens vers les États-Unis.
- Prix Pulitzer : 
  - Prix Pulitzer de la photographie d'article de fond (Pulitzer Prize for Feature Photography) : Carol Guzy pour le Washington Post, reportage sur les réfugiés du Kosovo at photographie d'un enfant de 2 ans passant des mains de ses parents à celles de ses grands-parents à travers la clôture de barbelés du camp de Kukës en Albanie.
  - Pulitzer Prize for Spot News Photography : l'équipe photo du Rocky Mountain News de Denver, sur la fusillade de Columbine.
- Prix Ansel-Adams : Clyde Butcher.
- Prix W. Eugene Smith : Brenda Ann Kenneally.
- Infinity Awards :
  - Prix pour l'œuvre d'une vie : Nathan Lyons.
  - Prix de la publication Infinity Award : Helmut Newton, Sumo, Cologne, Taschen, 1999  (ISBN 3-8228-6394-7).
  - Infinity Award du photojournalisme : James Nachtwey.
  - Infinity Award for Art : Adam Fuss.
  - Prix de la photographie appliquée : Hubble Heritage Project.
  - Création du Prix Cornell-Capa. Premier lauréat : Robert Frank.
- Prix Higashikawa. Photographe japonais : Naoya Hatakeyama ; photographe étranger : Chema Madoz ; photographe espoir : Keiko Nomura ; prix spécial : Masakatsu Kubota.
- Prix Kimura Ihei : Hiromix, Yurie Nagashima, Mika Ninagawa.
- Prix Ken-Domon : Osamu Kanemura.
- Prix de la Société de photographie de Tokyo : Yutaka Kanase, Jun'ichi Ōta, Keiko Harada, Masafumi Sanai.
- World Press Photo de l'année : Claus Bjørn Larsen, photographie d'un réfugié albanais blessé lors de la guerre du Kosovo qui parcourt à pied les rues de Kukës, en Albanie[23].
- Centenary Medal de la Royal Photographic Society : Ray Metzker (en).
- Prix international de la Fondation Hasselblad : Boris Mikhaïlov.
- Prix suédois du livre photographique : (sv) Per Skoglund, Stockholms Satelliter : rekordåren 1960-1979, Stockholm, Byggförlaget, 238 p.  (ISBN 9789179881634).
- Prix Lennart-Nilsson : David Malin (en).
- Prix national vénézuélien de la photographie : Antolín Sánchez Lancho (es).

## Naissances
- mars : Fatima Hassouna, photojournaliste palestinienne, tuée le 16 avril 2025 lors d'un bombardement israélien à Gaza.
- 22 mai : Valentin Goppel, photographe documentaire indépendant allemand.

## Décès
- 5 février : Hugo Cifuentes, photographe équatorien, né le 15 octobre 1923.
- 7 mars : Théodore Brauner, photographe d'origine roumaine, né le 20 mars 1914.
- 30 mars : Gisèle Freund, photographe française d'origine allemande, née le 19 décembre 1908.
- 3 avril : Marta Hoepffner, photographe allemande, née le 4 janvier 1912.
- 15 avril : Todd Webb, photographe américain, né le 5 septembre 1905.
- 4 mai : James Andanson, photographe français, né le 30 mars 1946.
- 15 mai : Ziki Robertson, photographe anglaise, née le 20 février 1934.
- 4 juillet : Shōji Ueda, photographe japonais, né le 27 mars 1913.
- 25 juillet : Julia Pirotte, photographe de presse polonaise, née le 26 août 1907.
- 27 juillet : Constance Stuart Larrabee, photojournaliste et photographe de guerre sud-africaine, née le 7 août 1914.
- 10 août : Walter E. Lautenbacher, photographe allemand, né le 23 février 1920.
- 17 août : Pierre Jamet, photographe et chanteur français, né le 24 mai 1910.
- 14 septembre : Pierre Tairraz, photographe de montagne français, né le 19 novembre 1933.
- 20 septembre : Jeanloup Sieff, photographe français, né le 30 novembre 1933.
- 25 novembre : Mario Giacomelli, poète et photographe italien, né le 1er août 1925.
- 27 novembre : Pierre Boucher, photographe français, né le 29 février 1908.
- 28 novembre : René Maltête, photographe français, spécialisé dans la photographie humoristique, né le 8 mai 1930.

## Célébrations
Bicentenaire de naissance
- Eugène Durieu
- Louis Adolphe Humbert de Molard
- Benito R. de Monfort
- William Henry Fox Talbot

Centenaire de naissance
- Marc Allégret
- Rogi André
- Antonio Arissa
- Aurel Bauh
- Herbert Bayer
- Hans Casparius
- Pierre Dalloz
- Léo Durupt
- Narutoshi Furukawa
- Leopold Godowsy
- Curt Götlin
- Arvid Gutschow
- Cosette Harcourt
- Roger Henrard
- Terushichi Hirai
- George Hoyningen-Huene
- Tomio Kondō
- Pierre Molinier
- Rafael Molins Marcet
- Sonya Noskowiak
- Peter Reijnders
- Manshichi Sakamoto
- Kinsuke Shimada
- Karel Teige
- Roland Penrose
- Yva
- Gueorgui Zimine

Centenaire de décès
- Auguste-Rosalie Bisson
- Eugène Cuvelier
- René Dagron
- Aimé Dupont
- Arsène Garnier
- Andreas Fedor Jagor
- Paul-Émile Miot
- Elizabeth Pulman
- Alexandre Quinet
- Shima Ryū